# Siggo Christophori
Siggo Christophori, född omkring 1556, död 3 maj 1643 i Eskilstuna, Södermanland, var en svensk präst. 

## Biografi
Siggo Christophori föddes omkring 1556. Han studerade som 16-åring i Kalmar trivialskola och prästvigdes 1583. Siggo Christophori blev 1584 kapellan i Växjö församling och huspredikant hos riksrådet Göran Claesson (Stiernsköld) på Biby i Gillberga socken. År 1587 blev han komminister i Jäders församling och 1589  komminister i Taxinge församling. Siggo Christophori blev 1590 kyrkoherde i Stenkvista församling och underskrev Uppsala möte 1593. Han blev 1609 kyrkoherde i Eskilstuna. Siggo Christophori avled 1643 i Eskilstuna och begravdes i Eskilstuna kyrkas kor.

### Familj
Siggo Christophori gifte sig första gången 8 december 1588 på Bro gård med Ebba Andersdotter (död 1625). De fick tillsammans sonen militären Anders Falkengréen (1595–1655).
Siggo Christophori gifte sig andra gången Carin Månsdotter. Hon var dotter till kyrkoherden Magnus Petri och Margareta Jönsdotter i Stigtomta församling. Carin Månsdotter var änka efter kyrkoherden Abraham Kule i Bettna församling.